# 스쿌드

스쿌드(고대 노르드어: Skjǫldr, 라틴어: Skioldus 스키올두스[*])는 신화시대의 데인인의 극초기 왕들 중 하나로 스쿌둥 씨족의 시조이다. 《신 에다》, 《윙글링 일족의 사가》, 《스쿌둥 일족의 사가》, 《레이레 연대기》, 《데인인의 사적》 등에 등장한다. 앵글로색슨어 문헌인 《베오울프》에도 스킬드 섀핑(고대 영어: Scyld Scefing)이라는 이름으로 등장한다.
《스쿌둥 일족의 사가》 및 《윙글링 일족의 사가》에 따르면 오딘이 아시아로부터 서래(西來)하여 북유럽을 정복했는데, 이때 오늘날의 스웨덴 땅은 아들 윙그비에게 주었고 덴마크 땅은 또다른 아들 스쿌드에게 주었다. 하여 스비아인의 왕들은 윙글링 씨족이 되고 데인인의 왕들은 스쿌둥 씨족이 된다.
《베오울프》의 스킬드 섀핑은 이름부터 섀아바의 후손임이 시사된다. 스킬드의 치세에 이루어진 각종 영광을 노래한 뒤 화자는 스킬드의 장례식 장면에 그의 시신이 배 안에 뉘어져 갖은 보물들로 둘러싸인 모습을 묘사한다.
| 전임 로테루스 | 제4대 데인인의 왕 | 후임 그람 |